# Pleurothallis hitchcockii
Pleurothallis hitchcockii är en orkidéart som beskrevs av Oakes Ames. Pleurothallis hitchcockii ingår i släktet Pleurothallis och familjen orkidéer. Inga underarter finns listade i Catalogue of Life.